# وسائط مفقودة
وسائط مفقودة هي وسائط غير موجودة أو مفقودة أو غير متوفرة. يشمل مصطلح الوسائط المفقودة بشكل أساسي الوسائط المرئية والسمعية والسمعية المرئية مثل الأفلام والبث التلفزيوني والإذاعي والموسيقى وألعاب الفيديو. تُنسجم الأعمال الفنية المفقودة والأعمال الأدبية المفقودة أيضًا مع هذا المصطلح الشامل، على الرغم من أن الأعمال المفقودة هي تعبير أكثر شيوعًا في هذه الحالات.

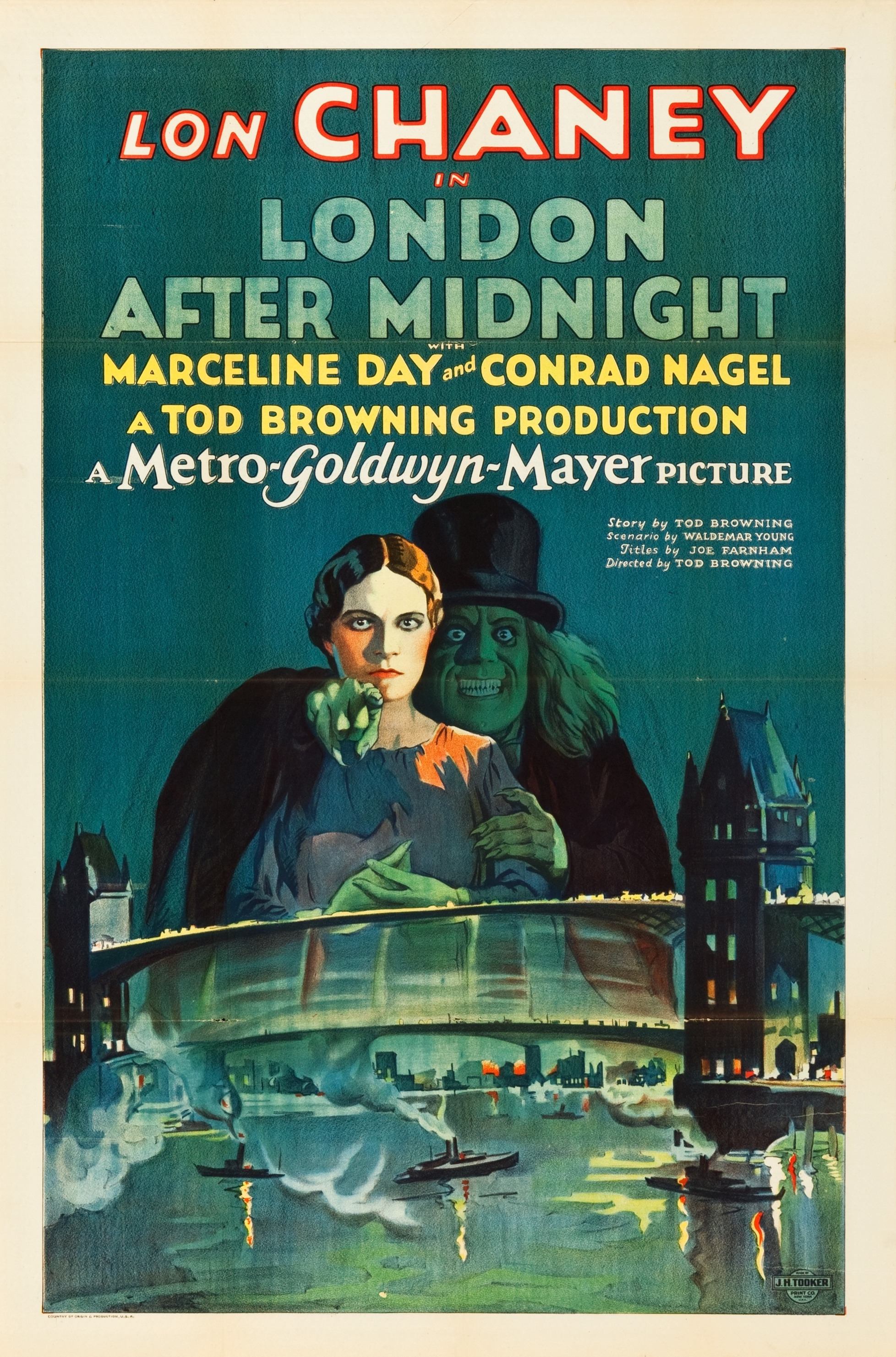
ملصق إطلاق مسرحي للندن بعد منتصف الليل، قطعة من الوسائط المفقودة. تم تدمير آخر نسخة معروفة لها في حريق قبو MGM عام 1965.

منذ ظهور الإنترنت، ركز مصطلح الوسائط المفقودة على تلك الوسائط التي لم تظهر على شبكة الويب العالمية أو خدمات البث. قد يتم فقدان مثل هذه الوسائط -المسجلة بشكل أساسي على شريط في حالة البث التلفزيوني والإذاعي- تمامًا. من المعروف أن البعض الآخر موجود ولكن يصعب الوصول إليه خارج الأرشيفات مثل مكتبة الكونغرس في الولايات المتحدة والمجموعات الخاصة.
The Lost Media Wiki، عبارة عن موقع أسسه دانيال ويلسون في عام 2012، قاد البحث عن العديد من الوسائط المفقودة والتي في المقام الأول برامج تلفزيونية غامضة أو غير مقسمة بل وأيضًا الإعلانات التجارية والموسيقى والكتب وألعاب الفيديو.

## البث التلفزيوني المفقود

### المسلسلات والافلام المدبلجة بالعربية
- وقت المغامرة: بعض من حلقات الموسم 05
- فريق الساموراي الخارق : كل حلقات المسلسل مفقودة

- أحلام تيمي : الدبلجة اللبنانية والاردنية مفقودة

- فتيات القوة : دبلجة سبييستون
- لوني تيونز  (الدبلجة العربية) : كل حلقات المسلسل مفقودة